# 杰里迈亚·埃瓦茨
杰里迈亚·埃瓦茨（英語：Jeremiah Evarts，1781年2月3日—1831年5月10日）是一个基督教传教士，社会改革家，维护美国印第安人权益的活动家，美国政府印第安人迁移政策最重要的反对者。

## 早年经历
埃瓦茨出生于美国佛蒙特州本宁顿县的桑德兰镇, 为詹姆斯·埃瓦茨之子, 1802年毕业于耶鲁大学。埃瓦茨与梅海塔布尔·谢尔曼结婚, 她是美国独立宣言签署者之一罗杰·谢尔曼的女儿，是在美国公共事务中具有巨大影响力的鲍德温·霍尔＆谢尔曼家族的成员。他们的儿子威廉·M·埃瓦茨, 后来成为美国国务卿、美国司法部长和纽约州参议员。

## 与印第安人迁移政策的斗争
埃瓦茨深受第二次大觉醒的影响，并服务于美国公理会差会 作为财务主管从1812年至1820年和秘书从1821年直到1831去世。
埃瓦茨是出版于1805年到1820年的宗教月刊The Panoplist的编辑, 在该月刊上，他发表了超过200篇文章。他以威廉·佩恩的笔名发表了24篇关于印第安人权益的文章。他是最重要的印第安人迁移政策反对者之一，尤其是反对从东南部迁出切罗基人。他致力与若干个游说活动包括劝说美国国会和总统约翰·昆西·亚当斯保持为文明化的努力拨款。 他也是未能成功的反对安德鲁·杰克逊总统1830年印第安人迁移法案的斗争的领导人。该法案导致了1838年对切罗基人的强制迁移，这次迁移被称为血泪之路。
约翰·安德鲁在写到反对印第安人迁移法案的斗争中说：“埃瓦茨的策略是清晰的，他计划组织起由友善的国会议员构成的方阵在众议院和参议院的会场表达反对迁移政策的立场，希望能促使使足够多的杰克逊拥护者相信迁移政策的不道德性，要求他们投票反对迁移印第安人的议案。同时他继续通过信件、小册子、文章和其他一切可能会引起一场反对迁移印第安人的风潮的信息，就印第安人问题向公众大力宣传。”
1830年，乔治亚州通过一部法案，1831年3月31后禁止白人不经过政府的允许生活在印第安人区域。该法案意在驱逐埃瓦茨通过美国公理会差会组织起来的白人传教士。这些传教士试图通过用转变信仰和教育的方法促使印第安人融入白人社会来帮助他们抵抗迁移政策。随着印第安人迁移法案的通过，埃瓦茨鼓励切罗基人向美国最高法院起诉反对这一法案和其他试图消灭他们的法案，就像在切罗基民族诉乔治亚案件中做的一样。

## 死亡和精神遗产
在反对印第安人迁移法案的运动中过度操劳之后，他于1831年5月10日在查尔斯顿 (南卡罗来纳州)死于肺结核。他被埋葬于纽黑文的树丛街墓地(Grove Street Cemetery)。按照历史学家弗朗西斯·保罗·普鲁哈的话说，“基督教徒为了维护理想而反对印第安人迁移法案的斗争因埃瓦茨的死去而结束。”
埃瓦茨争取土著居民权益的行动通过他的儿子威廉·M·埃瓦茨（在拉瑟福德·伯查德·海斯总统时期担任国务卿）在美国对外政策中产生的影响仍是历史学家的一个疑问。埃瓦茨在反对印第安人迁移法案时使用的的道德和宗教的论证在后来的废奴运动中得到了共鸣。

## 与埃瓦茨相关的出版物
- Andrew, John A., III. From Revivals to Removal: Jeremiah Evarts, the Cherokee Nation, and the Search for the Soul of America. Athens: University of Georgia Press, 1992.
- Norgren, Jill, Cherokee Cases: Two Landmark Federal Decisions in the Fight for Sovereignty, University of Oklahoma Press (2004).
- Oliphant, J. Orin, ed. Through the South and West with Jeremiah Evarts in 1826. Lewisburg, Pennsylvania: Bucknell University Press, 1956.
- Prucha, Francis Paul, ed. Cherokee Removal: The "William Penn" Essays & Other Writings by Jeremiah Evarts. Knoxville: The University of Tennessee Press, 1981; containing essays originally published as Essays On The Present Crisis..American Indians in 1829.
- Tracy, E.C. Memoir of the Life of Jeremiah Evarts, Esq. Boston: Crocker and Brewster, 1845.